# 李思恭 (萬曆進士)
李思恭（？—？），號涵默，山東濟南府長清縣軍籍，明朝政治人物。

## 生平
萬曆十六年（1588年）戊子科山東乡试舉人，二十六年（1598年）戊戌科進士，刑部觀政，二十九年授行人，三十三年升左司副，三十四年升左司正，三十五升户部员外郎，三十六年升郎中，三十八年出官池州府知府，四十一年升陕西按察司西宁兵备副使，四十四年考察，四十五年六月起補貴州按察司分巡普静道兵备副使。